# Lituanie aux Jeux olympiques d'hiver de 1928
La Lituanie est représentée par un athlète aux Jeux olympiques d'hiver de 1928 à St. Moritz. C'est sa première participation aux Jeux olympiques d'hiver.

## Athlète engagé

### Patinage de vitesse
- Kęstutis Bulota

| Compétition    | Place (nbr de participants) | Temps         | Temps du vainqueur |
| -------------- | --------------------------- | ------------- | ------------------ |
| 500 m hommes   | 28 (33)                     | 50 s 1        | 43 s 4             |
| 1500 m hommes  | 25 (29)                     | 2 min 40 s 9  | 2 min 21 s 1       |
| 5000 m hommes  | 25 (32)                     | 9 min 49 s 8  | 8 min 50 s 5       |
| 10000 m hommes | 5 (7)                       | 20 min 22 s 2 | 18 min 36 s 5      |